# نانسي كارول (ممثل)
نانسي كارول (بالإنجليزية: Nancy Carroll )‏ (و. 1903 – 1965 م) هي ممثلة أفلام، وممثلة مسرحية، وممثلة تلفزيونية أمريكية، ولدت في نيويورك، توفيت في نيويورك، عن عمر يناهز 62 عاماً، بسبب نوبة قلبية، وأم الدم.

## وصلات خارجية
- نانسي كارول على موقع IMDb (الإنجليزية)
- نانسي كارول على موقع روتن توميتوز (الإنجليزية)
- نانسي كارول على موقع ألو سيني (الفرنسية)
- نانسي كارول على موقع أول موفي (الإنجليزية)
- نانسي كارول على موقع قاعدة بيانات برودواي على الإنترنت (الإنجليزية)
- نانسي كارول على موقع قاعدة بيانات الأفلام السويدية (السويدية)
- نانسي كارول على موقع إن إن دي بي (الإنجليزية)
- نانسي كارول على موقع قاعدة بيانات الفيلم (الإنجليزية)
- نانسي كارول على موقع كينوبويسك (الروسية)